# Dyskografia Grace Jones
Dyskografia Grace Jones, jamajskiej piosenkarki, autorki tekstów i aktorki, obejmuje 10 albumów studyjnych, 10 kompilacji i 51 singli. Piosenkarka wydała też jedną pozycję wideo oraz liczne teledyski. W latach 1977–1985 płyty Jones ukazywały się nakładem Island Records. W kolejnych latach artystka była związana kolejno z wydawnictwami Manhattan Records, Capitol Records i Wall of Sound.

## Albumy studyjne
| Rok  | Tytuł               | Pozycje na listach | Pozycje na listach | Pozycje na listach | Pozycje na listach | Pozycje na listach | Pozycje na listach | Pozycje na listach | Pozycje na listach | Pozycje na listach | Pozycje na listach | Certyfikaty                                                                         |
| Rok  | Tytuł               | [ 1 ]              | [ 2 ]              | [ 3 ]              | [ 4 ]              | [ 5 ]              | [ 6 ]              | [ 7 ]              | [ 8 ]              | Australia          | [ 9 ]              | Certyfikaty                                                                         |
| ---- | ------------------- | ------------------ | ------------------ | ------------------ | ------------------ | ------------------ | ------------------ | ------------------ | ------------------ | ------------------ | ------------------ | ----------------------------------------------------------------------------------- |
| 1977 | Portfolio           | 109                | –                  | –                  | –                  | –                  | 8                  | 22                 | –                  | 27                 | –                  |                                                                                     |
| 1978 | Fame                | 97                 | –                  | –                  | –                  | –                  | –                  | 22                 | –                  | 59                 | –                  |                                                                                     |
| 1979 | Muse                | 156                | –                  | –                  | –                  | –                  | –                  | 38                 | –                  | –                  | –                  |                                                                                     |
| 1980 | Warm Leatherette    | 132                | 45                 | –                  | –                  | –                  | –                  | –                  | –                  | 47                 | –                  |                                                                                     |
| 1981 | Nightclubbing       | 32                 | 35                 | 8                  | –                  | –                  | 2                  | 4                  | 19                 | 19                 | 3                  | - Niemcy: złota płyta - Australia: platynowa płyta - Nowa Zelandia: platynowa płyta |
| 1982 | Living My Life      | 86                 | 15                 | 46                 | –                  | –                  | 18                 | 7                  | 13                 | 34                 | 3                  | - Nowa Zelandia: platynowa płyta                                                    |
| 1985 | Slave to the Rhythm | 73                 | 12                 | 10                 | 9                  | 7                  | 8                  | 23                 | 13                 | 34                 | 11                 | - Nowa Zelandia: platynowa płyta                                                    |
| 1986 | Inside Story        | 81                 | 61                 | 38                 | 30                 | 15                 | –                  | 34                 | –                  | 51                 | 12                 | - Wielka Brytania: srebrna płyta                                                    |
| 1989 | Bulletproof Heart   | –                  | –                  | 55                 | –                  | –                  | –                  | –                  | –                  | 108                | –                  |                                                                                     |
| 2008 | Hurricane           | –                  | 42                 | 19                 | 28                 | 23                 | 63                 | 34                 | –                  | 123                | 37                 |                                                                                     |

## Kompilacje
| Rok  | Tytuł                                                                     | Pozycje na listach | Pozycje na listach | Pozycje na listach | Pozycje na listach | Pozycje na listach | Pozycje na listach | Pozycje na listach | Pozycje na listach | Pozycje na listach | Certyfikaty |
| Rok  | Tytuł                                                                     | [ 1 ]              | [ 2 ]              | [ 3 ]              | [ 4 ]              | [ 5 ]              | [ 6 ]              | [ 8 ]              | Australia          | [ 9 ]              | Certyfikaty |
| ---- | ------------------------------------------------------------------------- | ------------------ | ------------------ | ------------------ | ------------------ | ------------------ | ------------------ | ------------------ | ------------------ | ------------------ | --- |
| 1985 | Island Life                                                               | 161                | 4                  | 22                 | 22                 | 10                 | 14                 | 19                 | 9                  | 1                  | - Wielka Brytania: złota płyta - Austria: złota płyta - Australia: złota płyta - Nowa Zelandia: platynowa płyta |
| 1993 | The Ultimate                                                              | –                  | –                  | –                  | –                  | –                  | 33                 | –                  | –                  | –                  | |
| 1998 | Private Life: The Compass Point Sessions                                  | –                  | 158                | –                  | –                  | –                  | –                  | –                  | –                  | 37                 | |
| 2003 | 20th Century Masters – The Millennium Collection: The Best of Grace Jones | –                  | –                  | –                  | –                  | –                  | –                  | –                  | –                  | –                  | |
| 2003 | The Universal Masters Collection                                          | –                  | –                  | –                  | –                  | –                  | –                  | –                  | –                  | –                  | |
| 2004 | The Collection                                                            | –                  | –                  | –                  | –                  | –                  | –                  | –                  | –                  | –                  | |
| 2006 | The Grace Jones Story                                                     | –                  | –                  | –                  | –                  | –                  | –                  | –                  | –                  | –                  | |
| 2006 | The Ultimate Collection                                                   | –                  | –                  | –                  | –                  | –                  | –                  | –                  | –                  | –                  | |
| 2013 | Icon                                                                      | –                  | –                  | –                  | –                  | –                  | –                  | –                  | –                  | –                  | |
| 2015 | Disco                                                                     | –                  | 99                 | –                  | –                  | –                  | –                  | –                  | –                  | –                  | |

## Single
| Rok  | Tytuł                                           | Pozycje na listach | Pozycje na listach | Pozycje na listach | Pozycje na listach | Pozycje na listach | Pozycje na listach | Pozycje na listach | Pozycje na listach | Pozycje na listach | Pozycje na listach | Pozycje na listach | Album                                   |
| Rok  | Tytuł                                           | [ 21 ]             | [ 2 ]              | [ 22 ]             | [ 3 ]              | [ 5 ]              | [ 4 ]              | [ 23 ]             | [ 6 ]              | [ 7 ]              | Australia          | [ 9 ]              | Album                                   |
| ---- | ----------------------------------------------- | ------------------ | ------------------ | ------------------ | ------------------ | ------------------ | ------------------ | ------------------ | ------------------ | ------------------ | ------------------ | ------------------ | --------------------------------------- |
| 1975 | „I Need a Man”                                  | 83                 | –                  | –                  | –                  | –                  | –                  | –                  | –                  | –                  | –                  | –                  | Portfolio                               |
| 1976 | „I’ll Find My Way to You”                       | –                  | –                  | –                  | –                  | –                  | –                  | –                  | –                  | –                  | –                  | –                  | Muse                                    |
| 1976 | „Sorry”                                         | 71                 | –                  | –                  | –                  | –                  | –                  | –                  | –                  | –                  | –                  | –                  | Portfolio                               |
| 1976 | „That’s the Trouble”                            | –                  | –                  | –                  | –                  | –                  | –                  | –                  | –                  | –                  | –                  | –                  | Portfolio                               |
| 1977 | „La vie en rose”                                | –                  | –                  | –                  | –                  | –                  | –                  | 13                 | 4                  | –                  | –                  | –                  | Portfolio                               |
| 1977 | „Tomorrow”                                      | –                  | –                  | –                  | –                  | –                  | –                  | –                  | –                  | –                  | –                  | –                  | Portfolio                               |
| 1978 | „Do or Die”                                     | –                  | –                  | –                  | –                  | –                  | –                  | –                  | –                  | –                  | –                  | –                  | Fame                                    |
| 1978 | „Autumn Leaves”                                 | –                  | –                  | –                  | –                  | –                  | –                  | –                  | –                  | –                  | –                  | –                  | Fame                                    |
| 1978 | „Fame”                                          | –                  | –                  | –                  | –                  | –                  | –                  | –                  | –                  | –                  | –                  | –                  | Fame                                    |
| 1978 | „Am I Ever Gonna Fall in Love in New York City” | –                  | –                  | –                  | –                  | –                  | –                  | –                  | –                  | –                  | –                  | –                  | Fame                                    |
| 1979 | „On Your Knees”                                 | –                  | –                  | –                  | –                  | –                  | –                  | –                  | –                  | –                  | –                  | –                  | Muse                                    |
| 1980 | „A Rolling Stone”                               | –                  | –                  | –                  | –                  | –                  | –                  | –                  | –                  | –                  | –                  | –                  | Warm Leatherette                        |
| 1980 | „Love Is the Drug”                              | –                  | 35                 | 18                 | 57                 | –                  | –                  | –                  | –                  | –                  | –                  | –                  | Warm Leatherette                        |
| 1980 | „Private Life”                                  | –                  | 17                 | –                  | –                  | –                  | –                  | –                  | –                  | –                  | –                  | –                  | Warm Leatherette                        |
| 1980 | „The Hunter Gets Captured by the Game”          | –                  | –                  | –                  | –                  | –                  | –                  | –                  | –                  | –                  | –                  | –                  | Warm Leatherette                        |
| 1980 | „Warm Leatherette”                              | –                  | –                  | –                  | –                  | –                  | –                  | –                  | –                  | –                  | –                  | –                  | Warm Leatherette                        |
| 1980 | „Breakdown”                                     | –                  | –                  | –                  | –                  | –                  | –                  | –                  | –                  | –                  | –                  | –                  | Warm Leatherette                        |
| 1980 | „Pars”                                          | –                  | –                  | –                  | –                  | –                  | –                  | –                  | –                  | –                  | –                  | –                  | Warm Leatherette                        |
| 1981 | „Demolition Man”                                | –                  | –                  | –                  | –                  | –                  | –                  | –                  | –                  | –                  | –                  | –                  | Nightclubbing                           |
| 1981 | „I’ve Seen That Face Before (Libertango)”       | –                  | –                  | –                  | 16                 | –                  | 9                  | 1                  | 4                  | 20                 | –                  | –                  | Nightclubbing                           |
| 1981 | „Pull Up to the Bumper”                         | –                  | 12                 | 10                 | 26                 | –                  | –                  | 14                 | 16                 | –                  | 67                 | 13                 | Nightclubbing                           |
| 1981 | „Use Me”                                        | –                  | –                  | –                  | –                  | –                  | –                  | –                  | –                  | –                  | –                  | –                  | Nightclubbing                           |
| 1981 | „Feel Up”                                       | –                  | –                  | –                  | –                  | –                  | –                  | –                  | –                  | –                  | –                  | –                  | Nightclubbing                           |
| 1981 | „Walking in the Rain”                           | –                  | –                  | –                  | 67                 | –                  | –                  | –                  | –                  | –                  | 94                 | 34                 | Nightclubbing                           |
| 1982 | „Nipple to the Bottle”                          | –                  | –                  | –                  | –                  | –                  | –                  | 7                  | 16                 | –                  | 33                 | 3                  | Living My Life                          |
| 1982 | „The Apple Stretching”                          | –                  | 50                 | –                  | –                  | –                  | –                  | –                  | –                  | –                  | –                  | –                  | Living My Life                          |
| 1983 | „My Jamaican Guy”                               | –                  | 56                 | –                  | –                  | –                  | –                  | –                  | –                  | –                  | –                  | 39                 | Living My Life                          |
| 1983 | „Cry Now, Laugh Later”                          | –                  | –                  | –                  | –                  | –                  | –                  | –                  | –                  | –                  | –                  | –                  | Living My Life                          |
| 1983 | „Unlimited Capacity for Love”                   | –                  | –                  | –                  | –                  | –                  | –                  | –                  | –                  | –                  | –                  | –                  | Living My Life                          |
| 1983 | „Living My Life”                                | –                  | –                  | –                  | –                  | –                  | –                  | –                  | –                  | –                  | –                  | –                  | tylko na singlu                         |
| 1985 | „Slave to the Rhythm”                           | –                  | 12                 | –                  | 4                  | 7                  | 5                  | 4                  | 4                  | –                  | 20                 | 5                  | Slave to the Rhythm                     |
| 1985 | „Jones the Rhythm”                              | –                  | –                  | –                  | –                  | –                  | –                  | –                  | –                  | –                  | –                  | –                  | Slave to the Rhythm                     |
| 1986 | „I’m Not Perfect (But I’m Perfect for You)”     | 69                 | 56                 | 24                 | 39                 | –                  | 24                 | 18                 | 39                 | –                  | –                  | 9                  | Inside Story                            |
| 1986 | „Party Girl”                                    | –                  | 82                 | –                  | 53                 | –                  | –                  | –                  | –                  | –                  | –                  | –                  | Inside Story                            |
| 1987 | „Crush”                                         | –                  | –                  | –                  | –                  | –                  | –                  | –                  | –                  | –                  | –                  | –                  | Inside Story                            |
| 1987 | „Victor Should Have Been a Jazz Musician”       | –                  | –                  | –                  | –                  | –                  | –                  | 40                 | 35                 | –                  | –                  | –                  | Inside Story                            |
| 1989 | „Love on Top of Love”                           | –                  | –                  | –                  | –                  | –                  | –                  | –                  | 47                 | 39                 | 121                | –                  | Bulletproof Heart                       |
| 1990 | „Amado Mio”                                     | –                  | 96                 | –                  | 83                 | –                  | –                  | –                  | –                  | –                  | –                  | –                  | Bulletproof Heart                       |
| 1992 | „7 Day Weekend”                                 | –                  | –                  | –                  | –                  | –                  | –                  | –                  | 86                 | –                  | –                  | –                  | Boomerang (soundtrack)                  |
| 1993 | „Evilmainya”                                    | –                  | –                  | –                  | –                  | –                  | –                  | –                  | –                  | –                  | –                  | –                  | Freddie as F.R.O.7 (soundtrack)         |
| 1993 | „Sex Drive”                                     | –                  | –                  | –                  | –                  | –                  | –                  | –                  | –                  | –                  | –                  | –                  | Island Life 2                           |
| 1996 | „Love Bites”                                    | –                  | –                  | –                  | –                  | –                  | –                  | –                  | –                  | –                  | –                  | –                  | tylko na singlu                         |
| 1997 | „Hurricane (Cradle to the Grave)”               | –                  | –                  | –                  | –                  | –                  | –                  | –                  | –                  | –                  | –                  | –                  | tylko na singlu                         |
| 1998 | „Storm”                                         | –                  | –                  | –                  | –                  | –                  | –                  | –                  | –                  | –                  | –                  | –                  | The Avengers (soundtrack)               |
| 2000 | „Pull Up to the Bumper” (oraz Funkstar De Luxe) | –                  | 60                 | –                  | –                  | –                  | –                  | –                  | –                  | –                  | 54                 | –                  | Keep on Moving (It’s Too Funky in Here) |
| 2008 | „Corporate Cannibal”                            | –                  | –                  | –                  | –                  | –                  | –                  | –                  | –                  | –                  | –                  | –                  | Hurricane                               |
| 2008 | „Williams’ Blood”                               | –                  | 131                | –                  | –                  | –                  | –                  | 44                 | –                  | –                  | –                  | –                  | Hurricane                               |
| 2009 | „Well Well Well”                                | –                  | –                  | –                  | –                  | –                  | –                  | –                  | –                  | –                  | –                  | –                  | Hurricane                               |
| 2010 | „Inspiration”                                   | –                  | –                  | –                  | –                  | –                  | –                  | –                  | –                  | –                  | –                  | –                  | tylko na singlu                         |
| 2010 | „Love You to Life”                              | –                  | –                  | –                  | –                  | –                  | –                  | –                  | –                  | –                  | –                  | –                  | Hurricane                               |
| 2011 | „Dancefloor” (oraz Brigitte Fontaine)           | –                  | –                  | –                  | –                  | –                  | –                  | –                  | –                  | –                  | –                  | –                  | L’un n’empêche pas l’autre              |

## Wideo
- 1982: A One Man Show

## Teledyski (lista niekompletna)
- 1978: „La vie en rose”
- 1980: „Private Life”
- 1981: „I’ve Seen That Face Before (Libertango)”
- 1981: „Pull Up to the Bumper”
- 1982: „My Jamaican Guy”
- 1982: „Living My Life”
- 1985: „Slave to the Rhythm”
- 1986: „Love Is the Drug”
- 1986: „I’m Not Perfect (But I’m Perfect for You)”
- 1989: „Love on Top of Love”
- 2008: „Corporate Cannibal”
- 2009: „Williams’ Blood”